# اوریخیف
شهر اوریخیف (به روسی: Оріхів) در استان زاپوریژیا در کشور اوکراین واقع شده است. جمعیت این شهر ۱۷٬۹۵۵ نفر است.